# Courier de Moldavie
Courier de Moldavie a fost o publicație periodică patronată de Grigori Potemkin, comandantul trupelor rusești în Războiul Ruso-Austro-Turc (1787–1792). La plecarea din capitala Rusiei, acesta a luat cu el o tipografie de campanie și tipografi de la Colegiul de Război din Sankt Petersburg. După căderea Oceacovului și intrarea austriecilor pe 10 noiembrie 1789 în București, Potemkin vine în Moldova, ocazie cu care este adusă și tipografia care se va afla în Palatul Ghika din Iași, unde era cantonat comandamentul armatei ruse.
Potemkin a dorit să scoată această publicație cu scopul de a ajunge domn al Moldovei și chiar rege al țărilor românești reunite într-o nouă Dacie, în contextul Proiectului Grecesc. Inițial s-a dorit să fie tipărită pe o coloană în limba țării, iar pe cealaltă în limba franceză. Apariția lui a fost anunțată prima dată în numărul din 3 martie 1790 al ziarului austriac Wiener Zeitung. Era menționat faptul că „această foaie va costa, pentru scurtul timp cât va apărea, trei galbeni” și gazeta va apărea „atâta timp cât armata va rămânea în cartierele ei de iarnă”.
În final, a apărut doar în limba franceză, cel mai probabil membrii redacției aparținând armatei ruse.